# Goudali
Le Goudali, ou Gudaali, est une race bovine d'Afrique occidentale. Le mot fulfulde gudaali provient du hausa gùdáalè qui signifie "à cornes et pattes courtes".

## Origine
Il s'agit d'une race locale de Bos taurus indicus, le zébu. 
Le berceau de la race se situe dans une zone de climat tropical semi aride entre Ghana et Centrafrique. Elle provient de zébus introduits par les Arabes au VIIe siècle dans la corne de l'Afrique en provenance d'Inde ou du Pakistan. Cette espèce s'est ensuite adaptée à divers terroirs, donnant dans chacun d'eux une race bien adaptée. Il existe 5 types différents de goudali:
- Sokoto goudali au Nigéria, nord du Bénin, Mali et Ghana
- Adamawa goudali
- Banio Goudali
- Yola goudali
- Ngaoudere gudaali autour de Ngaoundéré au Cameroun.

## Morphologie
Elle porte une robe de couleur unie ou tachetée, allant du noir au blanc en passant par diverses nuances de gris ou de rouge. Le ventre et l'intérieur des pattes est plus clair. Les muqueuses sont sombres et le cornage court. Les oreilles sont de grande taille et ont tendance à pendre. (moins toutefois que celles des races Indo-pakistanaises)
C'est une race de taille moyenne: la hauteur au garrot varie de 130 à 138 cm pour les mâles à 116- 132 cm pour les femelles pour respectivement 500-650 kg et 250-350 kg.

## Aptitudes
C'est une race multi usage. La vache donne jusqu'à 1100 kg de lait sur 244 jours de lactation. (maximum atteint en station avec nourriture abondante) Les animaux sont aussi utilisés pour leur force de travail (qualité de docilité et de lenteur) et la production de viande. 
Leur résistance à la chaleur est bonne. Ils peuvent tirer parti d'un fourrage grossier et sec. En revanche, la vache ne vêle pas tous les ans, n'est fertile qu'à 3 ou 4 ans et la mortalité des veaux n'est pas négligeable. Elle est aussi connue pour sa résistance aux dermatophytoses et nombreuses maladies des régions intertropicales africaines.